# Begoña Vía Dufresne
Begoña Vía Dufresne Pereña, née le 13 février 1971 à Barcelone (Espagne), est une skipper espagnole.

## Biographie
Avec Theresa Zabell, Begoña Vía Dufresne  remporte la médaille d'or en 470 aux Jeux olympiques d'été de 1996.
Elle est la sœur de Natalia Vía Dufresne.